# Shabbethai Horowitz
Shabtai Horowitz (auch Hurwitz) (Schabbatai, * um 1590 wahrscheinlich in Ostroh, Wolhynien, Polen-Litauen; † 12. April 1660 in Wien) war Talmudgelehrter, Kabbalist und Oberrabbiner von Frankfurt am Main (1632–1642).

## Leben
Horowitz war der Sohn des Kabbalisten und Rabbiners Jesaja Horovitz. In jungen Jahren heiratete er die Tochter des reichen und gelehrten Moses Charif aus Lublin. Nach der Vertreibung 1614 aus Frankfurt durch den Fettmilch-Aufstand, reiste er gemeinsam mit seinem Vater nach Prag, wo er die Position eines Rabbiners bekleidete. Von Prag ging er nach Fürth. 1632 wurde er Oberrabbiner in Frankfurt am Main. 1650 erfolgte ein Ruf nach Wien, wo er schließlich am 12. April 1660 starb.
Shabbethai Sheftel Horowitz war sein Cousin.

## Werke
- Zusätze zum Werk Emeq Berakhah seines Großvaters Abraham Horowitz (Erstauflage 1729 in Amsterdam).
- Zusätze zum Gebetbuch seines Vaters.
- Vavey Ha-Ammudim (ein Aufsatz über religiöse Ethik), welches er bescheiden als Einführung in das Hauptwerk seines Vaters (Shney Luchot Ha-Brit „Die zwei Bundestafeln“) bezeichnete und dem es üblicherweise als Anhang beigefügt ist.
- Ṣawwa'ah (Frankfurt an der Oder, ohne Datum, oft nachgedruckt). Es handelt sich um ein ethisches Testament, beinhaltend Lehren über Wohltätigkeit und Aufrufe zur Strenge in der rituellen Praxis und beim Studium der Kabbala.
- Einige Gebete (enthalten im Gebetbuch seines Vaters), insbesondere eine Selichah zum 20. Siwan.